# Skuhraviana media
Skuhraviana media är en tvåvingeart som beskrevs av Boris Mamaev 1994. Skuhraviana media ingår i släktet Skuhraviana och familjen gallmyggor. Inga underarter finns listade i Catalogue of Life.